# Szolártsik Sándor

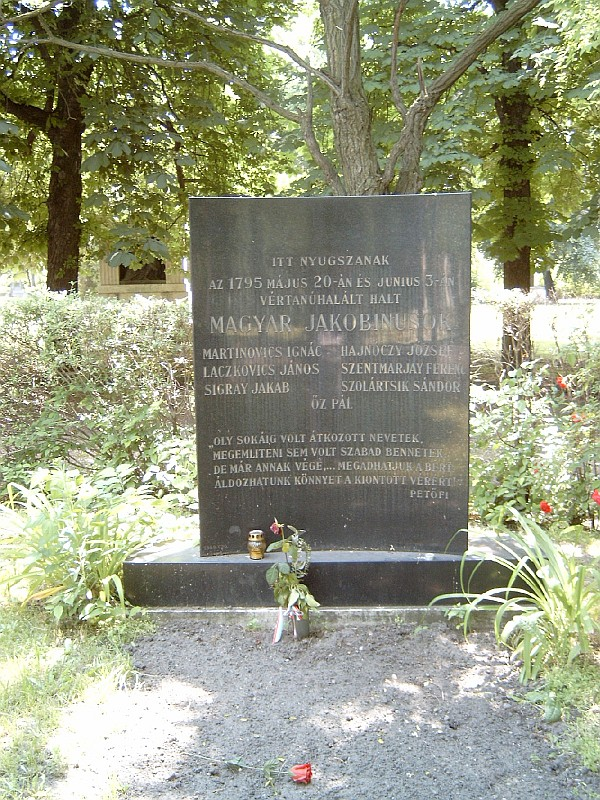
Magyar jakobinusok sírja Budapesten. (Hajnóczy József, Laczkovics János, Martinovics Ignác, Sigray Jakab, Szentmarjay Ferenc, Szolártsik Sándor, Őz Pál). Kerepesi temető: 11/1-sziget.

Szolártsik Sándor (Gönc, 1766. május 25. – Buda, 1795. június 2.) magyar joggyakornok, a magyar jakobinus mozgalom résztvevője.

## Élete
Abaffy Ferenc fiainak nevelője volt (Abaffyt is perbe fogták a jakobinus szervezkedésben való részvételért, de felmentették, és az első kivégzések napján szabadon engedték.)
Szentmarjay és Szolártsik igen jó tanulók lehettek, a szintén jó képességű Dayka Gábor panaszkodott Kazinczynak, hogy őket a tanulásban utol nem érheti.
Szolárstsik Sándort is magyar jakobinus mozgalomban való részvételéért lefejezés általi halálra ítélték és a budai Vérmezőn lefejezték 1795. június 2-án, ugyanezen a napon és ugyanezen a helyen végezték ki Őz Pált is. Korábban, 1795. május 20-án végezték ki Martinovics Ignácot, Hajnóczy Józsefet, Laczkovics Jánost, Szentmarjay Ferencet, Sigray Jakabot. Sokakat börtönbe zártak, köztük Kazinczy Ferencet, Batsányi Jánost, Szentjóbi Szabó Lászlót. A kivégzések végrehajtása, s a bebörtönzések nyomán országunkra a terror súlyos esztendei nehezedtek, I. Ferenc magyar király alkotmányellenesen kormányzott, hosszú uralkodási ideje nagy részében nem hívta össze az országgyűlést.

## Kéziratai
Szolártsik Sándor kéziratai Hajnóczy József és Őz Pál kézirataival együtt 1895. június 2-án kerültek az országos levéltárból a Magyar Nemzeti Múzeum elődintézményébe. (Szinnyei József nyomán, lásd az Őz Pálról szóló szócikkben.)